# Llista de condecorats amb la Creu dels Set Braços
Aquesta és la llista de condecorats amb la Creu dels Set Braços, des de la seva primera concessió l'any 2024 fins al dia d'avui.
| Núm. | Condecorat | Condecorat                 | Concessió | Notes                                  | Refs. |
| ---- | ---------- | -------------------------- | --------- | -------------------------------------- | ----- |
| 1    |            | Joan-Enric Vives i Sicília | 2024      | Copríncep episcopal (des de 2003)      | [ 1 ] |
| 2    |            | Emmanuel Macron            | 2024      | Copríncep francès (des de 2017)        | [ 1 ] |
| 3    |            | Francesc Cerqueda Pascuet  | 2024      | Síndic general (1982-1990)             | [ 1 ] |
| 4    |            | Òscar Ribas Reig           | 2024      | Cap de Govern (1982-1984 i 1990-1994)  | [ 1 ] |
| 5    |            | Josep Pintat Solans        | 2024      | Cap de Govern (1984-1990)              | [ 1 ] |
| 6    |            | Albert Gelabert Grau       | 2024      | Síndic general (1991-1992)             | [ 1 ] |
| 7    |            | Jordi Farràs Forné         | 2024      | Síndic general (1992-1994)             | [ 1 ] |
| 8    |            | Josep Dallerès Codina      | 2024      | Síndic general (1994-1997 i 2009-2011) | [ 1 ] |
| 9    |            | Marc Forné Molné           | 2024      | Cap de Govern (1997-2005)              | [ 1 ] |
| 10   |            | Francesc Areny Casal       | 2024      | Síndic general (1997-2005)             | [ 1 ] |
| 11   |            | Albert Pintat Santolària   | 2024      | Cap de Govern (2005-2009)              | [ 1 ] |
| 12   |            | Joan Gabriel Estany        | 2024      | Síndic general (2005-2009)             | [ 1 ] |
| 13   |            | Jaume Bartumeu Cassany     | 2024      | Cap de Govern (2009-201)               | [ 1 ] |
| 14   |            | Antoni Martí Petit         | 2024      | Cap de Govern (2011-2019)              | [ 1 ] |
| 15   |            | Vicenç Mateu Zamora        | 2024      | Síndic general (2011-2019)             | [ 1 ] |
| 16   |            | Roser Suñé Pascuet         | 2024      | Síndica general (2019-2023)            | [ 1 ] |